# Đời sống tình dục

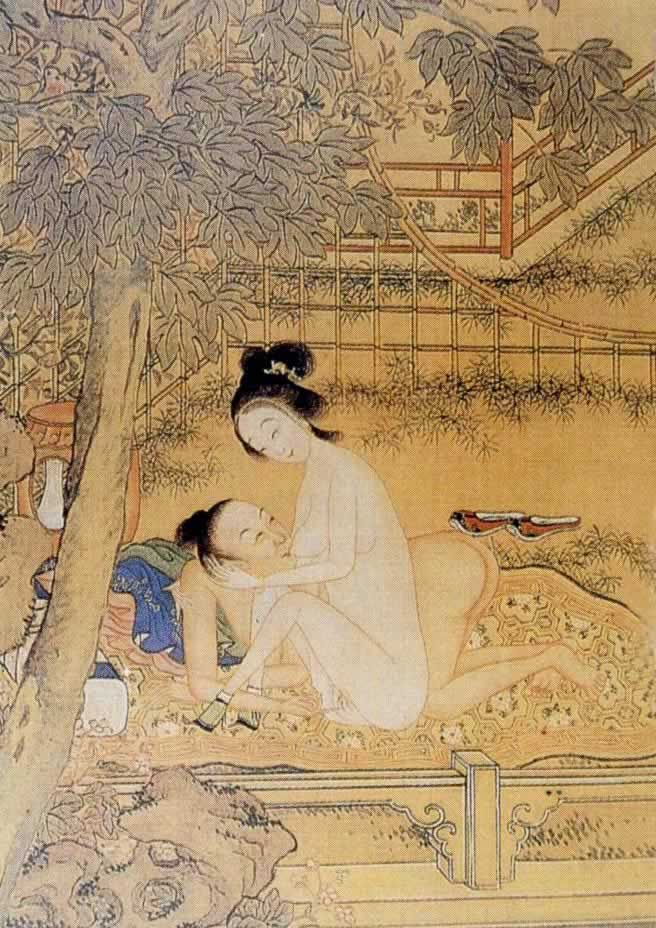
Tranh vẽ tả cảnh đời sống tình dục của người xưa

Đời sống tình dục (Sex life) là một lĩnh vực trong cuộc sống hàng ngày của một cá nhân có thể liên quan đến hoạt động tình dục của con người (sinh hoạt tình dục) hoặc biểu thị sự thiếu vắng của hoạt động, sinh hoạt tình dục. Một số nguồn tin cho biết ở con người, tần suất giao hợp có thể dao động từ 0 đến 20 lần một tuần. Ở Hoa Kỳ, tần suất quan hệ tình dục trung bình của các cặp vợ chồng là 2 đến 3 lần một tuần. Theo cách nói chung, thuật ngữ đời sống giường chiếu có thể có nhiều ý nghĩa phụ và theo từng tầng lớp xã hội, nhưng nhìn chung bao gồm những điều như một cá nhân có thể thường xuyên hoặc không quá thường xuyên tham gia vào các tình huống có sự đồng ý và đồng thuận tự nguyện liên quan đến hoạt động tình dục có đối tác bạn tình, tức là một hoạt động khác với tự sướng (thủ dâm). Điều này về bản chất có nghĩa là có ít nhất một người khác trong mỗi tình huống, có hoặc không có hoạt động tình dục, và bất kể những tình huống này có phải là một vợ một chồng về mặt tình dục hay không, tức là, có thể dễ dàng có được "đời sống tình dục"/đời sống giường chiếu, chăn gối với một bạn tình lâu dài cũng như với nhiều bạn tình liên tiếp trong suốt cuộc đời. 

## Tổng quan
Ý tưởng về đời sống tình dục thường xuyên hoặc không quá thường xuyên có thể khác nhau tùy theo cách nhìn nhận của mỗi người tại mỗi thời điểm khác nhau, nhưng việc phân loại một cá nhân là độc thân không tự nguyện (trái ngược với kiêng quan hệ tình dục tự nguyện) là có đời sống tình dục có thể không chính xác. Cá nhân có đời sống tình dục sau đó có thể khám phá và đào sâu các kỹ năng làm tình, nghệ thuật giường chiếu hiện có của họ và cũng có thể có cơ hội học những kỹ năng mới và "phát triển" như một người từng trải, sành sỏi kinh nghiệm giường chiếu khi họ mong muốn bản thân mình như vậy. Có những người có thể vì những yếu tố này muốn có một "khoảng trời" trong "cuộc sống" trên bình diện chung của họ liên quan đến tình dục theo cách hơi giống với cách các vận động viên có một "không gian" trong cuộc sống riêng tư của họ liên quan đến thể thao hoặc cách các nhạc sĩ có một "khoảng cách" trong cuộc sống của họ liên quan đến âm nhạc. 
Một người có đời sống tình dục an toàn và không ngừng phát triển kỹ năng điêu luyện vốn có khả năng coi chuyện phòng the là một phần chủ động của chính họ, và mặc dù đời sống tình dục an toàn không nhất thiết có nghĩa là người đó sẽ luôn cảm thấy tự tin hoặc hấp dẫn về mặt tình dục, việc lên giường và mây mưa thường xuyên tạo khả năng đào sâu và mở rộng các kỹ năng làm tình của một người mang lại sự từng trải về mặt tâm lý nhất định về sức hấp dẫn tình dục mà những người không có "đời sống tình dục", không nếm trải thì có xu hướng sẽ không có, không trải nghiệm. Người ta thường công nhận rằng phụ nữ sau mãn kinh có tần suất quan hệ tình dục giảm hẳn và tần suất quan hệ tình dục trung bình giảm dần theo tuổi tác. Theo Viện Nghiên cứu về Giới tính, Giới tính và Sinh sản Kinsey (Viện Kinsey) thì tần suất quan hệ tình dục trung bình ở Hoa Kỳ là 112 lần mỗi năm (tuổi 18–29), 86 lần mỗi năm (tuổi 30–39) và 69 lần mỗi năm (tuổi 40–49). Trong một số vụ quấy rối tình dục, một số nhân viên và những người khác đã được hỏi về đời sống tình dục của họ, thường xuyên lặp đi lặp lại, bao gồm cả trong một vụ kiện được Ủy ban Cơ hội Việc làm Bình đẳng (EEOC) đệ trình khởi kiện Mitsubishi Motors North America.